# Waldleiningen
Waldleiningen là một đô thị ở huyện Kaiserslautern, trong bang Rheinland-Pfalz, phía tây nước Đức. Đô thị Waldleiningen có diện tích 26,67 km², dân số thời điểm ngày 31 tháng 12 năm 2006 là 419 người.